# Artiuszkino (wołost Pożeriewickaja, w pobliżu wsi Toporowo)
Artiuszkino, Artiuszkino Wtoroje (ros. Артюшкино, Артюшкино 2-e) – wieś (ros. деревня, trb. dieriewnia) w zachodniej Rosji, w wołoscie Pożeriewickaja (osiedle wiejskie) rejonu diedowiczskiego w obwodzie pskowskim.

## Geografia
Miejscowość położona jest nad rzeką Toporowo, 1,5 km od Toporowa, 1 km od drogi regionalnej 58K-018 (Porchow – Łoknia), 21 km od centrum administracyjnego osiedla wiejskiego (Pożeriewicy), 32 km od centrum administracyjnego rejonu (Diedowiczi), 106 km od stolicy obwodu (Psków).
W granicach miejscowości znajduje się 9 posesji.

## Demografia
W 2010 r. miejscowość zamieszkiwały 4 osoby.